# Aubiet
Aubiet is een gemeente in het Franse departement Gers (regio Occitanie). De plaats maakt deel uit van het arrondissement Auch. In de gemeente ligt spoorwegstation Aubiet. Aubiet telde op 1 januari 2022 1.127 inwoners.

## Geografie
De oppervlakte van Aubiet bedroeg op 1 januari 2022 38,96 vierkante kilometer; de bevolkingsdichtheid was toen 28,9 inwoners per km².

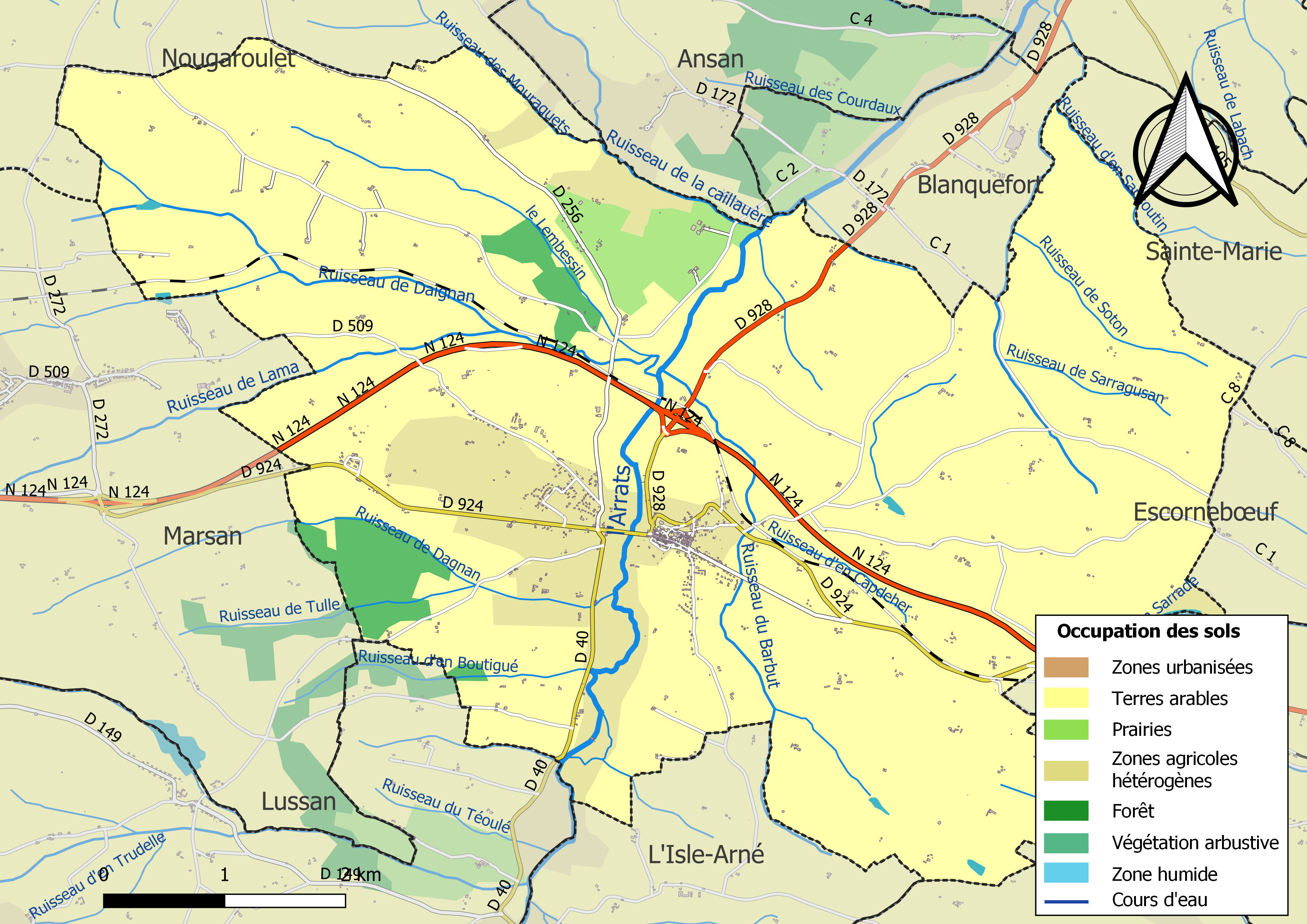
Kaart van de gemeente met belangrijkste infrastructuur, bodemgebruik en omliggende gemeenten

## Demografie
Onderstaande figuur toont het verloop van het inwonertal (bron: INSEE-tellingen).

## Geboren
- Jean-Luc Lagardère (1928-2003), zakenman